# 주니오르 피르포
엑토르 주니오르 피르포 아다메스(스페인어: Héctor Junior Firpo Adames, 1996년 8월 22일 ~)은 도미니카 공화국의 축구 선수로 현재 스페인 라리가의 레알 베티스에서 레프트 백으로 활약하고 있으며 스페인 U-21 대표팀 출신이다.